# Carpotroche froesiana
Carpotroche froesiana är en tvåhjärtbladig växtart som beskrevs av H.O. Sleum.. Carpotroche froesiana ingår i släktet Carpotroche och familjen Achariaceae. Inga underarter finns listade i Catalogue of Life.